# Liste des ponts sur la Marne
Cette liste contient les ponts présents sur la Marne et ses bras. Elle est donnée par département depuis l'aval de la rivière vers son amont et précise pour chaque pont le nom des communes qu'il relie en commençant par celle située sur la rive gauche du cours d'eau.

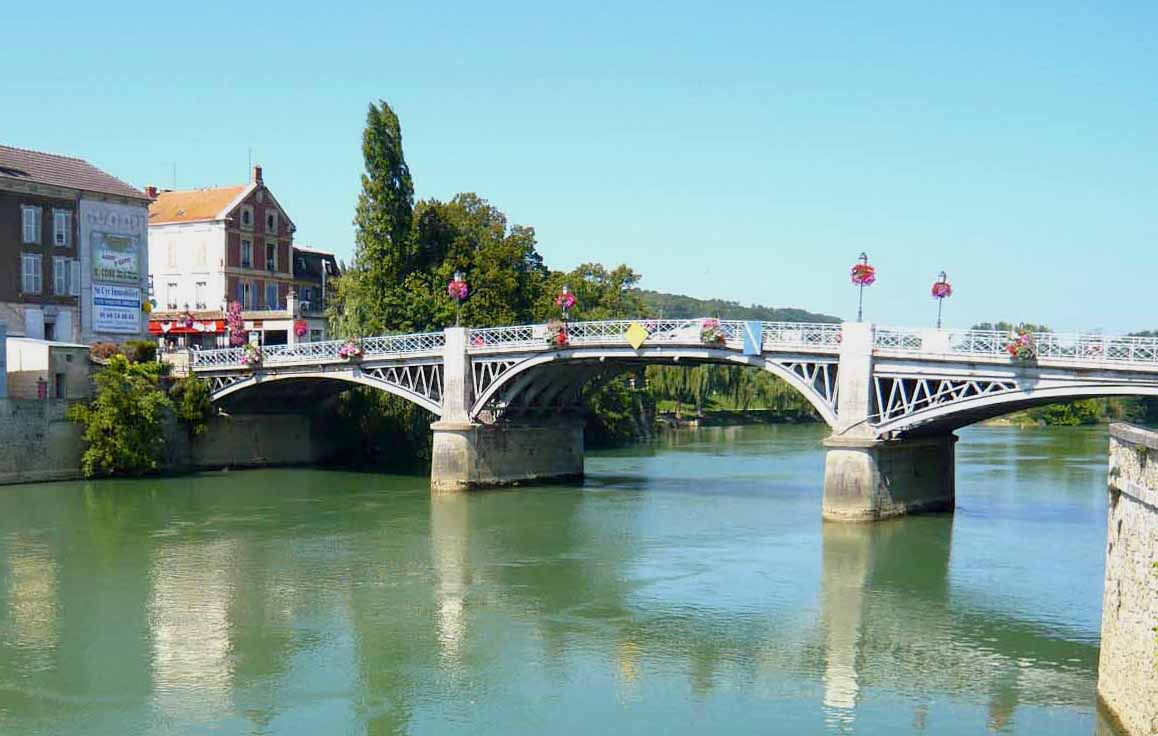
Le pont de la Ferté-sous-Jouarre

- voies routières ou autoroutières  +
- voies ferrées
- passerelles piétonnes
- ponts mixtes (route + rail)   +

Certains relient une berge à une île et ne franchissent donc qu'un bras. D'autres sont en ruine et infranchissables.

Certains ponts sont inscrits ou classés aux monuments historiques, ou encore répertoriés dans l’inventaire général du patrimoine culturel du Ministère de la Culture :
- pont inscrit
- pont classé

## Liste
| Image                              | Pont                                         | Rive gauche                 | Milieu                      | Rive droite                     | Longueur totale | Localisation                      | Type du pont | Route/ ligne ferroviaire                                                  | Année        | Monument historique | Commentaire  |
| Val-de-Marne                       | Val-de-Marne                                 | Val-de-Marne                | Val-de-Marne                | Val-de-Marne                    | Val-de-Marne    | Val-de-Marne                      | Val-de-Marne | Val-de-Marne                                                              | Val-de-Marne | Val-de-Marne        | Val-de-Marne |
| ---------------------------------- | -------------------------------------------- | --------------------------- | --------------------------- | ------------------------------- | --------------- | --------------------------------- | ------------ | ------------------------------------------------------------------------- | ------------ | ------------------- | ------------ |
|                                    | Passerelle d'Alfortville                     | Alfortville                 |                             | Charenton-le-Pont               |                 |                                   |              |                                                                           |              |                     |              |
|                                    | Pont ferroviaire de Charenton-Maisons-Alfort | Alfortville/ Maisons-Alfort |                             | Charenton-le-Pont               |                 |                                   |              | Ligne de Paris-Lyon à Marseille-Saint-Charles                             |              |                     |              |
|                                    | Viaduc-métro de Charenton                    | Maisons-Alfort              |                             | Charenton-le-Pont               | 199 m           |                                   |              | (M) · (8)                                                                 | 1970         |                     |              |
|                                    | Pont de Charenton                            | Maisons-Alfort              |                             | Charenton-le-Pont/Saint-Maurice |                 | 48° 49′ 01″ N, 2° 25′ 11″ E       |              | D 6 (ex N 6)                                                              | 1972         |                     |              |
|                                    | Passerelle de l'écluse de Saint-Maurice      | Maisons-Alfort              |                             | Saint-Maurice                   |                 |                                   |              |                                                                           |              |                     |              |
|                                    | Passerelle du Charentonneau                  | Maisons-Alfort              |                             | Saint-Maurice                   |                 |                                   |              |                                                                           |              |                     |              |
|                                    | Viaducs A86 de Saint-Maurice                 | Maisons-Alfort              |                             | Saint-Maurice                   |                 |                                   |              | A86                                                                       |              |                     |              |
|                                    | Pont de Maisons-Alfort                       | Maisons-Alfort              |                             | Joinville-le-Pont               |                 |                                   |              | D 148                                                                     |              |                     |              |
|                                    | Passerelle du Hallage                        | Créteil                     |                             | Saint-Maur-des-Fossés           |                 |                                   |              |                                                                           |              |                     |              |
|                                    | Pont de Créteil                              | Créteil                     |                             | Saint-Maur-des-Fossés           |                 | 48° 47′ 59″ N, 2° 28′ 12″ E       |              | N 186                                                                     |              |                     |              |
|                                    | Passerelle du barrage de Créteil             | Créteil                     | Quai de l'écluse de Créteil | Saint-Maur-des-Fossés           |                 |                                   |              |                                                                           |              |                     |              |
|                                    | Passerelle de la Pie                         | Créteil                     |                             | Saint-Maur-des-Fossés           |                 |                                   |              |                                                                           |              |                     |              |
| Plus d'images                      | Pont de Bonneuil                             | Bonneuil-sur-Marne          |                             | Saint-Maur-des-Fossés           |                 |                                   |              | D 130                                                                     |              |                     |              |
|                                    | Pont ferroviaire de Bonneuil                 | Bonneuil-sur-Marne          |                             | Saint-Maur-des-Fossés           |                 |                                   |              | [[Ligne A du RER d'Île-de-France\| ]]Ligne de la grande ceinture de Paris |              |                     |              |
|                                    | Pont de Chennevières                         | Chennevières-sur-Marne      |                             | Saint-Maur-des-Fossés           |                 |                                   |              | D 123                                                                     |              |                     |              |
|                                    | Pont de Champigny                            | Champigny-sur-Marne         | Île de l'Abreuvoir          | Saint-Maur-des-Fossés           |                 |                                   |              |                                                                           |              |                     |              |
|                                    | Pont ferroviaire de Champigny                | Champigny-sur-Marne         |                             | Saint-Maur-des-Fossés           |                 |                                   |              | Ligne de la grande ceinture de Paris                                      |              |                     |              |
|                                    | Pont du petit Parc                           | Champigny-sur-Marne         |                             | Saint-Maur-des-Fossés           |                 |                                   |              | D 3                                                                       |              |                     |              |
|                                    | Pont de Joinville                            | Joinville-le-Pont           | Île Fanac                   | Joinville-le-Pont               |                 | 48° 49′ 13″ N, 2° 28′ 06″ E       |              | D 4 (ex N 4)                                                              |              |                     |              |
|                                    | Viaduc de Joinville                          | Joinville-le-Pont           |                             | Joinville-le-Pont               |                 |                                   |              | A4, A86                                                                   |              |                     |              |
|                                    | Pont de Nogent                               | Champigny-sur-Marne         | Île des Loups               | Nogent-sur-Marne                |                 | 48° 49′ 53″ N, 2° 29′ 35″ E       |              | D 145                                                                     |              |                     |              |
|                                    | Viaduc de Nogent-sur-Marne                   | Champigny-sur-Marne         | Île des Loups               | Nogent-sur-Marne                |                 |                                   |              | Ligne de Paris-Est à Mulhouse-Ville                                       |              |                     |              |
|                                    | Pont de Bry                                  | Bry-sur-Marne               |                             | Le Perreux-sur-Marne            |                 |                                   |              |                                                                           |              |                     |              |
|                                    | Passerelle de Bry-sur-Marne                  | Bry-sur-Marne               |                             | Le Perreux-sur-Marne            |                 |                                   |              |                                                                           |              |                     |              |
| Val-de-Marne / Seine-Saint-Denis   |                                              |                             |                             |                                 |                 |                                   |              |                                                                           |              |                     |              |
|                                    | Viaduc de Neuilly-Plaisance                  | Bry-sur-Marne               |                             | Neuilly-Plaisance               |                 |                                   | +            | (RER) · (A)                                                               |              |                     |              |
| Seine-Saint-Denis                  |                                              |                             |                             |                                 |                 |                                   |              |                                                                           |              |                     |              |
|                                    | Viaduc de Neuilly-sur-Marne                  | Noisy-le-Grand              |                             | Neuilly-sur-Marne               |                 |                                   | +            | Ligne de la grande ceinture de Paris                                      |              |                     |              |
|                                    | Passerelle de l'usine des eaux               | Noisy-le-Grand              |                             | Neuilly-sur-Marne               |                 |                                   |              |                                                                           |              |                     | Accès privé  |
|                                    | Pont de Neuilly-sur-Marne                    | Noisy-le-Grand              |                             | Neuilly-sur-Marne               |                 |                                   |              | D 970                                                                     |              |                     |              |
|                                    | Passerelle du Chétivet                       | Gournay-sur-Marne           |                             | Gournay-sur-Marne               |                 |                                   |              |                                                                           |              |                     |              |
| Seine-Saint-Denis / Seine-et-Marne |                                              |                             |                             |                                 |                 |                                   |              |                                                                           |              |                     |              |
|                                    | Pont Charles-de-Gaulle                       | Gournay-sur-Marne           |                             | Chelles                         |                 |                                   |              | D 104                                                                     |              |                     |              |
|                                    | Passerelle du Moulin                         | Chelles                     |                             | Gournay-sur-Marne               | 108 m           | 48° 51′ 54,62″ N, 2° 35′ 14,86″ E |              |                                                                           | 2002         |                     |              |
| Seine-et-Marne                     |                                              |                             |                             |                                 |                 |                                   |              |                                                                           |              |                     |              |
|                                    | Passerelle de Vaires                         | Champs-sur-Marne            |                             | Vaires-sur-Marne                |                 |                                   |              |                                                                           |              |                     |              |
|                                    | Pont de Vaires                               | Torcy                       |                             | Vaires-sur-Marne                |                 |                                   |              |                                                                           |              |                     |              |
|                                    | Viaduc de Pomponne                           | Saint-Thibault-des-Vignes   |                             | Pomponne                        |                 |                                   |              | A104 dite la Francillienne                                                |              |                     |              |
|                                    | Pont Joffre                                  | Lagny-sur-Marne             |                             | Thorigny-sur-Marne              |                 |                                   |              |                                                                           |              |                     |              |
|                                    | Pont Maunoury                                | Lagny-sur-Marne             |                             | Thorigny-sur-Marne              |                 |                                   |              |                                                                           |              |                     |              |
|                                    | Pont d'Annet-sur-Marne                       | Annet-sur-Marne             |                             | Annet-sur-Marne                 |                 |                                   |              |                                                                           |              |                     |              |
| image manquante                    | Viaduc de Chalifert                          | Chalifert                   |                             | Dampmart                        |                 |                                   |              | Ligne de Paris-Est à Strasbourg-Ville                                     |              |                     |              |
| image manquante                    | Viaduc de Jablines                           | Jablines                    |                             | Fresnes-sur-Marne               |                 |                                   |              | LGV Interconnexion Est                                                    |              |                     |              |
|                                    | Pont de Trilbardou                           | Trilbardou                  |                             | Trilbardou                      |                 |                                   |              | D 89                                                                      |              |                     |              |
|                                    | Pont de la Libération (Esbly)                | Esbly                       |                             | Isles-lès-Villenoy              |                 |                                   |              |                                                                           |              | Inscrit MH (1965)   |              |
| image manquante                    | Pont ferroviaire d'Isle-lès-Villenoy         |                             |                             |                                 |                 |                                   |              | Ligne de Paris-Est à Strasbourg-Ville                                     |              |                     |              |
|                                    | Viaduc de Meaux                              | Mareuil-lès-Meaux           |                             | Isles-lès-Villenoy              | 1 196 m         | 48° 55′ 07″ N, 2° 50′ 57″ E       |              | A140                                                                      |              |                     |              |
|                                    | Passerelle du barrage de Meaux               | Meaux                       |                             | Meaux                           |                 |                                   |              |                                                                           |              |                     |              |
| image manquante                    | Pont Jean Bureau                             | Meaux                       |                             | Meaux                           |                 |                                   |              |                                                                           |              |                     |              |
| image manquante                    | Pont du Marché (Meaux)                       | Meaux                       |                             | Meaux                           |                 |                                   |              |                                                                           |              |                     |              |
| image manquante                    | Pont Neuf (Meaux)                            | Meaux                       |                             | Meaux                           |                 |                                   |              |                                                                           |              |                     |              |
| image manquante                    | Pont Foch (Meaux)                            | Meaux                       |                             | Meaux                           |                 |                                   |              |                                                                           |              |                     |              |
| image manquante                    | Pont de Trilport                             | Trilport                    |                             | Meaux/Poincy                    |                 |                                   |              |                                                                           |              |                     |              |
| image manquante                    | Pont ferroviaire de Trilport                 | Trilport                    |                             | Poincy                          |                 |                                   |              | Ligne de Paris-Est à Strasbourg-Ville                                     |              |                     |              |
|                                    | Pont Charles-de-Gaulle                       | La Ferté-sous-Jouarre       |                             | La Ferté-sous-Jouarre           |                 | 48° 56′ 56″ N, 3° 07′ 54″ E       |              |                                                                           |              |                     |              |
| image manquante                    | Pont Charles-de-Gaulle                       | La Ferté-sous-Jouarre       |                             | La Ferté-sous-Jouarre           |                 | 48° 56′ 40″ N, 3° 07′ 28″ E       |              |                                                                           |              |                     |              |
| Aisne                              |                                              |                             |                             |                                 |                 |                                   |              |                                                                           |              |                     |              |
|                                    | Pont de l’Aspirant-de-Rougé                  | Château-Thierry             |                             | Château-Thierry                 |                 |                                   |              |                                                                           |              |                     |              |
| Aisne / Marne                      |                                              |                             |                             |                                 |                 |                                   |              |                                                                           |              |                     |              |
| Marne                              |                                              |                             |                             |                                 |                 |                                   |              |                                                                           |              |                     |              |
|                                    | Pont de Tours-sur-Marne                      | Tours-sur-Marne             |                             | Tours-sur-Marne                 |                 |                                   |              |                                                                           |              |                     |              |
|                                    | Pont de Reuil                                | Oeuilly                     |                             | Reuil                           |                 |                                   |              |                                                                           |              |                     |              |
|                                    | Pont de Damery                               | La Chaussée de Damery       |                             | Damery                          |                 |                                   |              |                                                                           |              |                     |              |
| Haute-Marne                        |                                              |                             |                             |                                 |                 |                                   |              |                                                                           |              |                     |              |